# 淡色同葉蘚
淡色同葉蘚（学名：Isopterygium albescens）为灰蘚科同葉蘚屬下的一个种。